# مارتن فينتر (مجدف)
مارتن فينتر (بالألمانية: Martin Winter) هو مجدف ألماني ولد في يوم 5 نوفمبر 1955 في بلدة تسيربست. مثل ألمانيا الشرقية في دورة الألعاب الأولمبية الصيفية 1980 في موسكو وفازت بالميدالية الذهبية في مسابقة التجديف الرباعي. توفي في يوم 21 فبراير 1988 بحادث سيارة في ماغديبورغ.